# 愛知工業大学の人物一覧
愛知工業大学の人物一覧（あいちこうぎょうだいがくのじんぶついちらん）は、愛知工業大学に関係する人物の一覧記事。

## 著名な卒業生

### 政治
- 久保田桂朗 - 岩倉市長
- 片岡憲彦 - 常滑市長
- 日永貴章 - 愛西市長
- 花田勝重 - 東海市長

### 実業家
- 竹内修一 - 元サークルKサンクス（現ファミリーマート）社長
- 南原竜樹 - オートトレーディングルフトジャパン創業者・社長（中退）

### 学者
- 辻岡勝美 - 医学者

### 文化・芸術
- 太田雅友 - 作曲、音楽プロデューサー (SCREEN mode)
- 聖悠紀 - 漫画家
- 野呂エイシロウ - 放送作家
- 山田幸司 - 建築家
- おかざきみつき - 漫画家・イラストレーター/スクウェア・エニックスアートディレクター[1]
- 黒川慶一 - 俳優、タレント、元名古屋市会議員（中退）

### スポーツ
- 西崎幸広 - プロ野球選手、元日本ハムファイターズ投手
- 平井光親 - プロ野球選手、元千葉ロッテマリーンズ外野手
- 神野純一 - プロ野球選手、元中日ドラゴンズ内野手
- 善村一仁 - プロ野球選手、元中日ドラゴンズ内野手
- 梶原和隆 - プロ野球選手、元阪神タイガース投手
- 長谷部康平 - プロ野球選手、元東北楽天ゴールデンイーグルス投手
- 星野真澄 - プロ野球選手、元読売ジャイアンツ投手
- 荻野貴幸 - プロ野球選手、元読売ジャイアンツ外野手
- 中村優斗 - プロ野球選手、東京ヤクルトスワローズ投手
- 鈴木亮 - 社会人野球選手
- 高見泰範 - 社会人野球選手、バルセロナオリンピック代表
- 長谷川信彦 - 卓球選手
- 鬼頭明 - 卓球選手
- 小野文子 - 卓球選手
- 鎌倉由美子 - 卓球選手
- 西飯美幸 - 卓球選手
- 西飯由香 - 卓球選手
- 吉村真晴 - 卓球選手
- 吉田雅己 - 卓球選手
- 上江洲光志 - 卓球選手
- 吉村和弘 - 卓球選手
- 松下大星 - 卓球選手
- 松山祐季 - 卓球選手
- 木造勇人 - 卓球選手
- 田中佑汰 - 卓球選手
- 杉浦敬宏 - ラグビー選手、宗像サニックスブルース
- 園田晃将 - ラグビー指導者、関西大学ラグビー部ヘッドコーチ、元福岡サニックスブルース
- 芦田朋輝 - ラグビー選手、マツダスカイアクティブズ広島
- 増田遼太 - ラグビーインフルエンサー
- 鍵山正和 - 元フィギュアスケート選手、現指導者
- 柳本理乃 - フリースタイルスキー選手（モーグル）

### その他
- りょう - YouTuber、東海オンエアのメンバー